# Élections fédérales canadiennes de 1949
L'élection fédérale canadienne de 1949 se déroule le 27 juin 1949 afin d'élire les députés de la vingt-et-unième législature à la Chambre des communes du Canada. Il s'agit de la vingt-et-unième élection générale depuis la confédération canadienne de 1867.

## Contexte et bilan
C'est la première élection depuis près de trente ans où le Parti libéral n'est pas dirigé par William Lyon Mackenzie King. King avait pris sa retraite en 1948 et fut remplacé par Louis St-Laurent à la tête du Parti libéral. Les libéraux sont réélus avec un quatrième gouvernement majoritaire consécutif, récoltant près de 50 % du vote populaire.
Le Parti progressiste-conservateur du Canada, mené par l'ancien premier ministre ontarien George Drew, fait peu de gains lors de cette élection.
Les petits partis, comme la Fédération du commonwealth coopératif (social-démocrate) et le Parti du Crédit social (un parti qui prône la réforme monétaire) essuient des pertes au profit des libéraux, et dans une moindre mesure aux conservateurs.
Il s'agit de la première élection fédérale depuis l'adhésion à la confédération canadienne de Terre-Neuve en tant que dixième province, qui auparavant était partie intégrante du Québec.

## Résultats

### Pays
|                                                                                 |                                       |                                       |                     |        |        |         |               |         |         |
| Parti                                                                           | Parti                                 | Chef                                  | Nombre de candidats | Sièges | Sièges | Sièges  | Voix          | Voix    | Voix    |
| Parti                                                                           | Parti                                 | Chef                                  | Nombre de candidats | 1945   | Élus   | % Diff. | Nombre absolu | %       | % Diff. |
|                                                                                 | Libéral                               | Louis St-Laurent                      | 258                 | 117    | 191    | +63,2 % | 2 874 813     | 49,15 % | +9,37 % |
|                                                                                 | Progressiste-conservateur             | George Drew                           | 249                 | 65     | 41     | -21,5 % | 1 734 261     | 29,65 % | +2,03 % |
|                                                                                 | Commonwealth coopératif               | M. J. Coldwell                        | 180                 | 28     | 13     | -53,6 % | 784 770       | 13,42 % | -2,13 % |
|                                                                                 | Crédit social                         | Solon Low                             | 28                  | 13     | 10     | -23,1 % | 135,217       | 2,31 %  | -1,74 % |
|                                                                                 | Indépendant                           | Indépendant                           | 28                  | 6      | 4      | -33,3 % | 119 827       | 2,05 %  | -2,84 % |
|                                                                                 | Libéral indépendant                   | Libéral indépendant                   | 15                  | 8      | 1      | -87,5 % | 30 407        | 0,52 %  | -1,27 % |
|                                                                                 | Libéral-travailliste                  |                                       | 2                   | -      | 1      |         | 11 730        | 0,20 %  | +0,19 % |
|                                                                                 | Libéral-progressiste                  |                                       | 1                   | 1      | 1      | -       | 9 192         | 0,16 %  | +0,04 % |
|                                                                                 | Union des électeurs                   |                                       | 56                  | -      | -      | -       | 86 087        | 1,47 %  | +1,46 % |
|                                                                                 | Ouvrier progressiste                  | Tim Buck                              | 17                  | 1      | -      | -100 %  | 32 623        | 0,56 %  | -1,58 % |
|                                                                                 | Progressiste-conservateur indépendant | Progressiste-conservateur indépendant | 6                   | 1      | -      | -100 %  | 8 195         | 0,14 %  | -0,14 % |
|                                                                                 | Farmer-Labour                         |                                       | 1                   | -      | -      | -       | 6 161         | 0,11 %  | -0,07 % |
|                                                                                 | Unité nationale                       | Adrien Arcand                         | 1                   | *      | -      | *       | 5 590         | 0,10 %  | *       |
|                                                                                 | Nationaliste                          |                                       | 1                   | *      | -      | *       | 4 994         | 0,09 %  | *       |
|                                                                                 | Crédit social indépendant             | Crédit social indépendant             | 2                   | *      | -      | *       | 4 598         | 0,08 %  | *       |
|                                                                                 | Travailliste                          |                                       | 2                   | -      | -      | -       | 415           | 0,01 %  | x       |
|                                                                                 | Socialiste-travailliste               |                                       | 1                   | *      | -      | *       | 271           | x       | *       |
| Total                                                                           | Total                                 | Total                                 | 851                 | 243    | 262    | +7,8 %  | 5 849 151     | 100 %   |         |
| Sources : http://www.elections.ca — Historique des circonscriptions depuis 1867 |                                       |                                       |                     |        |        |         |               |         |         |

Notes :
- * : n'a pas présenté de candidats lors de l'élection précédenet
- x : moins de 0,005 % des voix

### Par province
| Parti                                 | Parti                     | Parti        | C-B  | AB   | SK   | MB   | ON   | QC   | N-B  | N-É  | ÎPE  | TNL  | Terr. | Total |
| ------------------------------------- | ------------------------- | ------------ | ---- | ---- | ---- | ---- | ---- | ---- | ---- | ---- | ---- | ---- | ----- | ----- |
|                                       | Libéral                   | Sièges :     | 11   | 5    | 14   | 11   | 55   | 68   | 8    | 10   | 3    | 5    | 1     | 191   |
|                                       | Libéral                   | Voix :       | 36,7 | 33,8 | 43,4 | 45,1 | 45,1 | 60,4 | 53,8 | 52,7 | 49,2 | 71,9 | 49,0  | 49,1  |
|                                       | Progressiste-conservateur | Sièges :     | 3    | 2    | 1    | 1    | 25   | 2    | 2    | 2    | 1    | 2    | -     | 41    |
|                                       | Progressiste-conservateur | Voix :       | 27,9 | 16,8 | 14,4 | 22,0 | 37,4 | 24,5 | 39,4 | 37,5 | 48,4 | 27,9 |       | 29,7  |
|                                       | Co-operative Commonwealth | Sièges :     | 3    | -    | 5    | 3    | 1    | -    | -    | 1    | -    | -    | -     | 13    |
|                                       | Co-operative Commonwealth | Voix :       | 31,5 | 10,0 | 40,9 | 25,9 | 15,2 | 1,1  | 4,2  | 9,9  | 2,4  | 0,2  | 17,0  | 13,4  |
|                                       | Crédit social             | Sièges :     | -    | 10   | -    |      | -    |      |      |      |      |      |       | 10    |
|                                       | Crédit social             | Voix :       | 0,5  | 37,4 | 0,9  |      | 0,2  |      |      |      |      |      |       | 2,3   |
|                                       | Indépendant               | Sièges :     | 1    |      |      | -    | -    | 3    | -    |      |      |      |       | 4     |
|                                       | Indépendant               | Voix :       | 2,6  |      |      | 2,1  | 0,1  | 6,1  | 0,2  |      |      |      | 34,0  | 2,1   |
|                                       | Indépendant               | Sièges :     |      |      |      |      | 1    | -    | -    |      |      |      |       | 1     |
|                                       | Indépendant               | Voix :       |      |      |      |      | 0,3  | 1,3  | 1,4  |      |      |      |       | 0,5   |
|                                       | Libéral-travailliste      | Sièges :     |      |      |      |      | 1    | -    |      |      |      |      |       | 1     |
|                                       | Libéral-travailliste      | Voix :       |      |      |      |      | 0,6  | xx   |      |      |      |      |       | 0,2   |
|                                       | Libéral-progressiste      | Siègse :     |      |      |      | 1    |      |      |      |      |      |      |       | 1     |
|                                       | Libéral-progressiste      | Voix :       |      |      |      | 2,9  |      |      |      |      |      |      |       | 0,2   |
| Total sièges                          | Total sièges              | Total sièges | 18   | 17   | 20   | 16   | 83   | 73   | 10   | 13   | 4    | 7    | 1     | 262   |
| Partis n'ayant remporté aucun siège : |                           |              |      |      |      |      |      |      |      |      |      |      |       |       |
|                                       | Union des électeurs       | Voix :       |      |      |      |      | 0,1  | 5,1  | 1,0  |      |      |      |       | 1,5   |
|                                       | Ouvrier progressiste      | Voix :       | 0,8  | 0,7  | 0,4  | 2,0  | 0,7  | 0,3  |      |      |      |      |       | 0,6   |
|                                       | PC indépendant            | Voix :       |      |      |      |      | xx   | 0,5  |      |      |      |      |       | 0,1   |
|                                       | Farmer-Labour             | Voix :       |      |      |      |      | 0,3  |      |      |      |      |      |       | 0,1   |
|                                       | Unité nationale           | Voix :       |      |      |      |      |      | 0,4  |      |      |      |      |       | 0,1   |
|                                       | Nationaliste              | Voix :       |      |      |      |      |      | 0,3  |      |      |      |      |       | 0,1   |
|                                       | Crédit social indépendant | Voix :       |      | 1,4  |      |      |      |      |      |      |      |      |       | 0,1   |
|                                       | Travailliste              | Voix :       |      |      |      |      | xx   | xx   |      |      |      |      |       | xx    |
|                                       | Travailliste-socialiste   | Voix :       |      |      |      |      | xx   |      |      |      |      |      |       | xx    |

- xx : moins de 0,05 % des voix